# Vakcína Valneva proti covidu-19
Vakcína Valneva proti nemoci covid-19, také známá jako VLA2001 (založená na původní variantě z Wuhanu) a VLA2101 (založená na jiné neuveřejněné variantě), je kandidátní vakcínou proti nemoci covid-19 vyvinutou francouzskou biotechnologickou společností Valneva SE ve spolupráci s americkou společností Dynavax Technologies.

## Výroba
Je to inaktivovaná vakcína obsahující kompletní virovou sekvenci, kultivovaná za použití Vero buněčné linie a inaktivovaná pomocí BPL. Obsahuje také dvě přídavné složky: koloidní hydroxid hlinitý (Alhydrogel) a oligonukleotid CpG 1018, účinkující jako agonista receptorů typu TLR. Při výrobě je použita stejná technologie jako u vakcíny Ixiaro od Valnevy proti japonské encefalitidě.

## Klinické testy
VLA2001 v lednu 2021 procházela vakcína fází I/II klinických testů se 150 účastníky ve Spojeném království. Očekávalo se, že testy budou dokončeny do 15. února 2021 a úplné závěry studie do srpna 2021. Zkoušky byly podporovány britským Národním institutem pro výzkum zdraví a čtyřmi britskými univerzitami.
Dne 21. dubna 2021 byla zahájena fázi III klinických testů pro vakcínu VLA2001 s přibližně 4 000 dobrovolníky. V srpnu 2021 byl pro testování na 300 dospělých dobrovolnících vybrán Nový Zéland kvůli nízkému počtu případů a pomalému zavádění vakcín.

## Ekonomika
V září 2020 společnost Valneva dosáhla dohody se společností Dynavax ohledně pomoci s výrobou až 100 milionů dávek vakcíny v roce 2021 ve svém zařízení v Livingstonu ve Skotsku poskytne vládě Spojeného království až 190 milionů dávek během 5letého období. Díky vládní podpoře zahájí Valneva okamžitě fázi III klinických testů a vytvoří výrobní kapacitu před úplným zhodnocením fáze I/II, na rozdíl od tradičního pomalejšího přístup, který nese nižší finanční riziko.
V září 2021 Valneva oznámila, že vláda Spojeného království zrušila svou objednávku na vakcíny této společnosti.
Dne 10. listopadu 2021 schválila Evropská komise smlouvu se společností Valneva, která umožňuje v roce 2022 zakoupit téměř 27 milionů dávek její vakcíny. To zahrnuje také možnost přizpůsobit vakcínu novým variantám a také objednávku dalších 33 milionů dávek vakcíny v roce 2023.